# Sorche
Sorche – miasto w północnym Iranie, w ostanie Semnan. W 2006 roku miasto liczyło 9,062 osoby w 2,686 rodzinach. Mieszkańcy posługują się dialektami sorkhei i semnani. Z Sorche pochodzi prezydent Iranu Hasan  Rouhani.